# Ugandatrichia kanikar
Ugandatrichia kanikar är en nattsländeart som beskrevs av Malicky och Chantaramongkol 1991. Ugandatrichia kanikar ingår i släktet Ugandatrichia och familjen smånattsländor. Inga underarter finns listade i Catalogue of Life.